# Arytrura subfalcata
Arytrura subfalcata är en fjärilsart som beskrevs av Ménétriés. Arytrura subfalcata ingår i släktet Arytrura och familjen nattflyn. Inga underarter finns listade i Catalogue of Life.